# Direcció general per a Àfrica
La Direcció general per a Àfrica és un òrgan de gestió de la Secretaria d'Estat d'Afers Exteriors del Ministeri d'Afers exteriors i de Cooperació d'Espanya.

## Funcions
Les funcions de la Direcció general es regulen en l'article 5 del Reial decret 768/2017:
- La proposta i execució de la política exterior d'Espanya a Àfrica.
- L'impuls de les relacions bilaterals amb els països que engloba.
- El seguiment de les iniciatives i fòrums multilaterals de l'àrea geogràfica de la seva competència.

## Estructura
De la Direcció general depenen els següents òrgans:
- Subdirecció General d'Àfrica Subsahariana.

## Directors generals
- Raimundo Robredo Rubio (2017-)[2]
- María del Carmen de la Peña Corcuera (2008-2011)
- Manuel Alabart Fernández-Cavada (1996-2000) (aleshores DG per a Àfrica, Àsia i el Pacífic)
- Miguel Ángel Moratinos Cuyaubé (1993-1996) (aleshores DG per a Àfrica i Orient Mitjà)
- Jorge Dezcallar de Mazarredo (1985-1993)
- Manuel María Sassot Cañadas (1983-1985) (aleshores DG per a Àfrica i Àsia Continental)
- José María Ullrich y Rojas (1982-1983)
- Pedro López Aguirrebengoa (1977-1982)